# Avenida Dorsal
La avenida Dorsal es una arteria vial del sector norte de Santiago de Chile. Su trayecto pasa por las comunas de Recoleta, Conchalí y Renca y constituye un importante corredor de la red de transporte público de la capital chilena.

## Historia
En 1936 el arquitecto Luis Muñoz Maluschka asumió como Jefe de la Sección de Urbanismo del MOP y propuso de inmediato para la capital un plan regulador intercomunal «Gran Santiago: estudio regulador», el cual contemplaba tres anillos viales: una circunvalación exterior, una interior o ex camino de cintura y otra intermedia, constituida por la avenida Dorsal, la que desde el norte formaría el circuito junto con la avenida Pedro de Valdivia al oriente, la avenida Departamental al sur y la avenida Las Rejas al poniente. 
En 1969 aparece el primer Plan de Transporte Metropolitano, el cual rescata el proyecto de Muñoz Maluschka y agrega un Metro de 15 líneas, y cuya Línea 13 estaba asociada al eje Dorsal.
Hacia 1999 resurge la idea del anillo intermedio de Santiago como componente de la modernización del transporte público metropolitano.
En 2007, con la implementación del plan Transantiago, se inició el proyecto de habilitación del corredor de transporte público de la avenida Dorsal, aumentando así en casi un kilómetro la vía. Los trabajos no estuvieron exentos de polémicas, ya que se realizaron numerosas expropiaciones, algunas de las cuales se judicializaron, retrasando la obra vial. En 2020 finalmente se inauguró el corredor en su totalidad, con 42 paraderos, y una inversión de más de 40 millones de dólares. Ese mismo año el Concejo Municipal de Renca aprobó cambiarle el nombre a la avenida Senador Jaime Guzmán por el de avenida Dorsal.

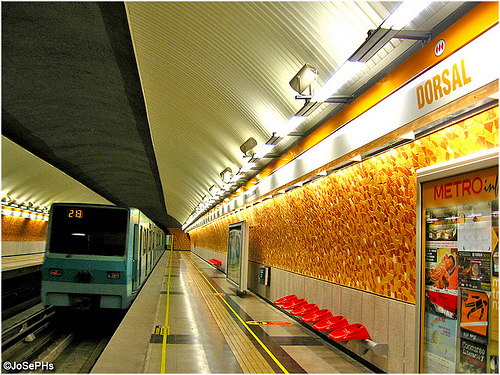
Estación de Metro Dorsal

## Extensión
La avenida Dorsal mide en total 5,3 kilómetros, distribuidos en dos tramos:
- Tramo oriente: se emplaza dentro de las comunas de Recoleta y Conchalí, tiene una longitud de 2,8 kilómetros, inicia en la avenida Recoleta y finaliza en la avenida Fermín Vivaceta.
- Tramo poniente: se emplaza íntegramente dentro de la comuna de Renca, tiene una longitud de 2,5 kilómetros, inicia en la Autopista Central y finaliza en la Autopista Costanera Norte.